# Xanthina rubromarginata
Xanthina rubromarginata är en tvåvingeart som beskrevs av Robinson 1975. Xanthina rubromarginata ingår i släktet Xanthina och familjen styltflugor.
Artens utbredningsområde är Dominica. Inga underarter finns listade i Catalogue of Life.